# Maxime Gaucher
Maxime Abel Gaucher (Mitry-Mory, 23 janvier 1829 - Bessancourt, 25 juillet 1888) est un ancien élève de l'École normale supérieure, agrégé de lettres, professeur de rhétorique au lycée Condorcet et critique littéraire.

## Biographie
Après avoir obtenu son agrégation de lettres en 1852 à l'École normale supérieure de Paris, Maxime Gaucher mène une brillante carrière d'enseignant comme professeur de rhétorique. Après avoir enseigné aux lycées de Saint-Brieuc, Brest, Caen, il est nommé en 1860 au lycée Condorcet (alors lycée Bonaparte) et obtient la classe de rhétorique (qui correspond aujourd'hui à la classe de première) en 1864. Il collabore, dans les années 1870 et 1880, à la Revue Bleue où il publie des critiques sur l'actualité littéraire de son temps, ce qui lui donne une certaine aisance parmi ses collègues et lui assure une liberté de parole remarquée. Julien Girard, proviseur, dira : « Esprit très ouvert, critique pénétrant. Du goût, de la finesse. Ne prend pas toujours les choses au sérieux, et n'évite pas assez l'ironie qui froisse les élèves. ». Mais en 1888, il ne peut finir le troisième trimestre, il est remplacé par Dupré, et meurt le 25 juillet.

## Maxime Gaucher et Marcel Proust
Maxime Gaucher trouve Marcel Proust dans sa classe de rhétorique à l'automne 1887. Le jeune adolescent l'impressionne beaucoup et il exploite les dons littéraires qui s'affirment déjà chez son élève. Il prend l'habitude de lui faire lire à la classe ses dissertations. Pierre Lavallée, condisciple de Proust, relate le fait : « Je vois encore et j’entends Marcel Proust lisant à haute voix ses copies, et l’excellent, le charmant M. Gaucher commentant, critiquant, puis tout à coup pris de fou rire devant des audaces de style qui au fond le ravissaient. Ce fut la gloire de ses derniers jours d’avoir découvert parmi ses élèves un écrivain-né. ».
Marcel Proust aurait dépeint Maxime Gaucher dans Jean Santeuil sous les traits du personnage Rustinlor campé dans le rôle de l’initiateur littéraire du héros lycéen et s’amusant à le mystifier. Un passage de Jean Santeuil repris et modifié pour À la recherche du temps perdu montre l'importance qu'a pu avoir, au même titre qu'Alphonse Darlu, l'influence des idées de Gaucher chez Proust, une étude fouillée de cet aspect a été faite par Pyra Wyse.